# Gymnocorymbus bondi
A Gymnocorymbus bondi a sugarasúszójú halak (Actinopterygii) osztályának pontylazacalakúak (Characiformes) rendjébe, ezen belül a pontylazacfélék (Characidae) családjába tartozó faj.

## Előfordulása
A Gymnocorymbus bondi előfordulási területe Dél-Amerika. Az Orinoco folyórendszer egyik endemikus hala.

## Megjelenése
Legfeljebb 5 centiméter hosszúra nő meg.

## Életmódja
Trópusi és édesvízi halfaj, amely a folyómeder fenekének a közelében tartózkodik.

## Felhasználása
Édesvízi akváriumi halként tartható.